# まなざしは光
「まなざしは光」（まなざしはひかり）は日本のシンガーソングライター・キタニタツヤの楽曲。2025年7月6日にEchoesより配信限定シングルとしてリリースされた。楽曲はテレビアニメ『薫る花は凛と咲く』オープニングテーマとして書き下ろされている。

## 背景
2025年6月6日に『薫る花は凛と咲く』の主題歌として書き下ろされることが発表された。同時に当楽曲を使用したアニメのPVも公開された。
リリース日にはアーティストがEchoesに所属する事も発表された。
前作「なくしもの」以来約1週間後にリリースされており、テレビアニメの主題歌を担当するのは「いらないもの」以来9ヶ月ぶりとなる。
主題歌発表時にはコメントも明かされていた。

## テレビ出演
リリース直前の7月5日、NHK総合『Venue101』にてテレビ初披露された。
| 出演日       | 番組名   | 放送局  | 備考 |
| ------------ | -------- | ------- | ---- |
| 2025年7月5日 | Venue101 | NHK総合 |      |